# 塔德谷
塔德谷（Tader Valles）是火星法厄同区中的一群小河道，其中心坐标位于南纬49.1度、西经152.5度处，其名称取自现在西班牙塞古拉河的古代名。

## 富冰覆盖层
火星大部分表都蒙覆着一层被认为是冰尘混合物的平坦覆盖层，这层数码厚的富冰覆盖层使地表变得很平坦，但在一些地方，又有类似篮球表面的凹凸纹理。在某些条件下，冰会融化并沿着斜坡向下流淌，形成冲沟。由于覆盖层上几乎没有撞击坑，所以这层覆盖层被认为相对年轻。如下面的高分辨率成像科学设备图像所示，该一覆盖层可能填满了整个塔德河谷。
火星轨道和倾角的变化会导致从极地到相当于德克萨斯州纬度的水冰分布发生重大变化。在某些气候时期，水蒸气离开极地冰进入大气层。在低纬度地区，当霜冻或降雪大量与尘埃混合时，水会返回到地面。火星大气层中含有大量细小的尘埃微粒。水蒸气将在颗粒上凝结，然后由于水层额外的重量而落回到地面。当覆盖层顶部的冰重回到大气中时，会留下尘埃，从而将剩余的冰隔绝。

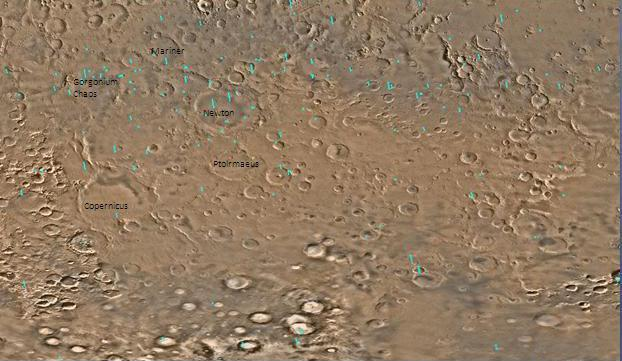
法厄同区地图，点击可放大并查看部分陨石坑的名称。

## 另请查看
- 火星气候
- 火星地质
- 纬度相关覆盖层
- 行星体系命名法